# Boulette (sidérurgie)
Pour les articles homonymes, voir Boulette (homonymie).

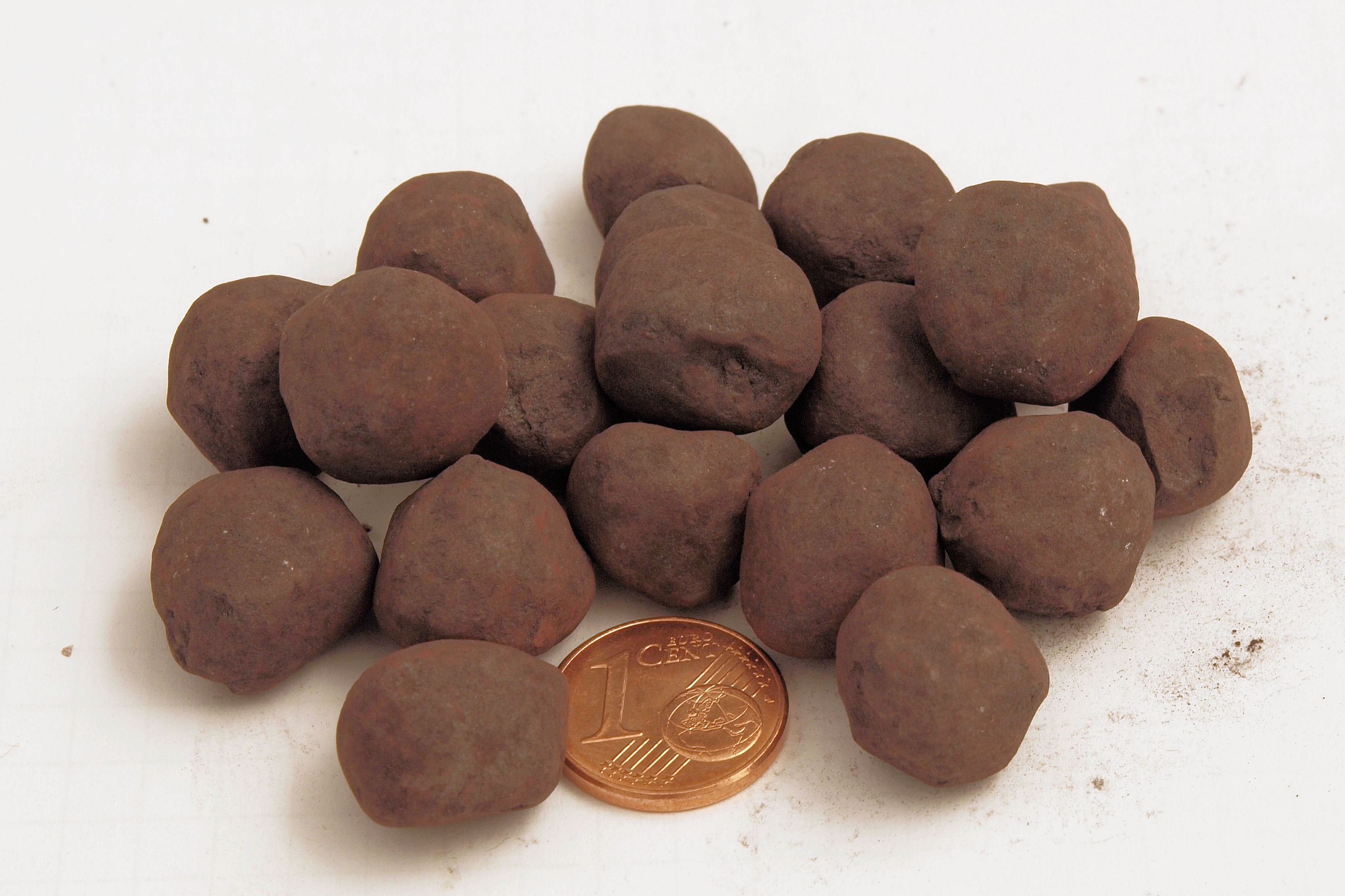
Boulettes de minerai de fer produites par LKAB, à partir du minerai extrait dans le nord de la Suède.

En sidérurgie, les boulettes (également appelées pellets) sont un conditionnement du minerai de fer réalisé par les mines, pour une utilisation directe dans les hauts fourneaux ou les usines de réduction directe.
Les boulettes se présentent sous la forme de sphères de 8  à   18 mm de diamètre. Leur fabrication combine des procédés chimiques et thermiques pour enrichir le minerai en fer jusqu'à 67 %-72 % de fer, et lui donner les caractéristiques chimiques et mécaniques voulues.

## Histoire

Expansion de la production de boulettes, comparée avec la production d'aggloméré et de fonte brute.

Le conditionnement en boulettes des minerais de fer pulvérulents a été réalisé dès la fin du XIXe siècle. Mais le liant consiste alors en du goudron (1 % du poids), dont la cuisson dans un tambour rotatif permet à la fois l'obtention de boulettes adaptées au haut fourneau et le retrait d'éléments indésirables, comme le soufre et l'arsenic, qui sont emportés par les fumées.
L'agglomération en boulettes par frittage apparaît en même temps que l'agglomération sur grille. Elle est alors proposée comme une alternative pour traiter les produits très fins qui gênent cette dernière. L'agglomération en boulette apparaît en Suède (brevet de 1912 d'A. Anderson), puis en Allemagne (1913). Le nouveau produit est alors appelé « GEROELL » (de rolling). Il a la propriété de se réduire plus rapidement que les minerais calibrés et que l'aggloméré issu du même matériau. Un pilote industriel est construit par Krupp à Rheinhausen en 1926 ; mais il est démonté pour laisser la place à une grande chaîne d'agglomération sur grille, son procédé concurrent.
L'agglomération en boulettes ne disparaît cependant pas. Elle s'impose aux États-Unis pour le traitement des concentrés fins du gisement de Mesabi Range, produits pendant la Seconde Guerre mondiale pour remplacer les minerais naturellement riches à plus de 50 % de fer, en voie d'épuisement. L'agglomération en boulettes de ces nouveaux minerais très fins à magnétite (85 % < 44 mm) connait vers 1943 un développement intensif sous l'impulsion de l'université du Minnesota. Le procédé reviendra un peu plus tard en Europe, et plus particulièrement en Suède, comme conditionnement préalable à la fabrication de minerai de fer préréduit.
Malgré un développement spectaculaire des années 1960 à 1980, la production de boulettes s'est stabilisée autour de 300 Mt annuelles. On recense en effet les productions :
- 189 Mt en 1984 (se répartissant en 90 Mt en Amérique du Nord, 63 Mt en U.R.S.S. et 36 Mt ailleurs dans le monde par des sociétés minières)[5] ;
- 264 Mt en 1992[5] ;
- 313 Mt en 2008[6] ;
- 215 Mt en 2009 (à cause de la crise économique)[6] ;
- 388 Mt en 2010[7].

## Fabrication

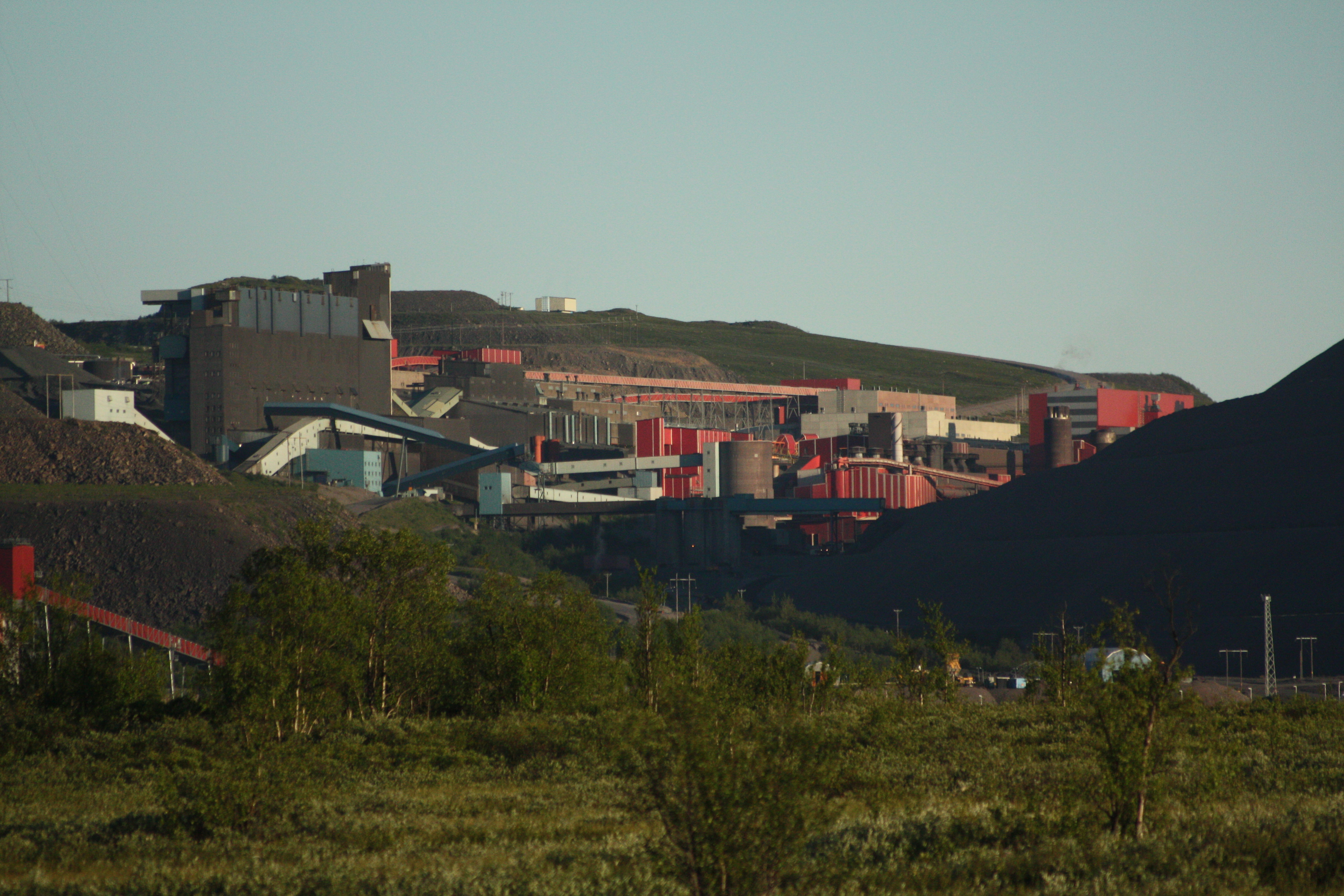
Usine d'enrichissement et de bouletage (ou « pelletisation ») de la mine de Kiruna, en Suède.

Contrairement à l'aggloméré, qui est généralement produit au pied des hauts fourneaux, par mélange de minerais de fer de diverses origines, les boulettes sont fabriquées sur le lieu d'extraction, et commercialisées par des entreprises minières. Les boulettes supportent en effet mieux les chocs dus aux manutentions que l'aggloméré, qui est assez fragile. La fabrication des boulettes étant réalisée par les mines, le process diffère sensiblement selon les caractéristiques du minerai de fer local (par exemple : certaines usines sont dotées d'unité retirant l'arsenic présent dans le minerai). Les étapes principales se retrouvent cependant partout.
Le minerai est d'abord finement broyé pour pouvoir en retirer le maximum de la gangue stérile du minerai de fer. Les étapes de l'enrichissement dépendent de la nature du minerai. Le broyage peut se faire en plusieurs étapes, à sec ou avec de l'eau. L'enrichissement est réalisé par séparation magnétique et flottation.

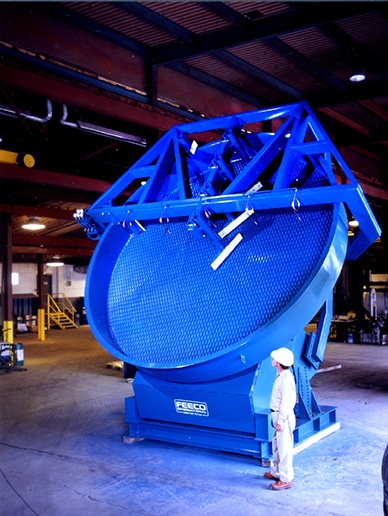
Une soucoupe utilisée pour la fabrication de boulettes à partir de concentré de minerai de fer.

Le concentré de minerai est ensuite éventuellement mélangé avec des additifs (dolomie, olivine, quartzite, etc.) pour obtenir la composition chimique désirée. Dans ce cas, ces éléments correspondent typiquement à 3 à 3,5 % du poids des boulettes. Un autre additif, généralement la bentonite humide (on peut ajouter à cette argile de la farine de maïs, ou utiliser du polyacrylamide) permet de garantir la cohésion de la matière au moment de l'étape de bouletage.
Le concentré de minerai est alors compacté sous la forme de boulettes. Si elles peuvent être fabriquées dans différents types de tambours malaxeurs, les outils le plus fréquemment rencontrés sont des soucoupes. En sortie de soucoupe, avant leur frittage par cuisson, les boulettes sont dites boulettes « vertes » ou « crues ». Leur granulométrie est souvent comprise entre 5  et   20 mm.
Elles peuvent être alors dirigées :
- soit directement vers l'installation de consommation ; mais leur fragilité, malgré le liant utilisé, les rend assez friables ;
- soit vers un four pour être cuites ; elles deviennent alors boulettes cuites. Elles passent, en fin de parcours, au refroidissement[5].

La cuisson peut être réalisée sur une chaîne passant dans des fours contigus et chauffés jusqu'à 1 200 °C (procédé straight grate s'il y a une seule chaîne rectiligne, grate kiln lorsque la chaîne débouche sur un plateau refroidisseur tournant). La chaleur est apportée par des brûleurs, une addition de combustible dans le concentré de minerai ou encore, dans certains minerais particuliers, par l'oxydation du minerai.

## Intérêts et limitations

### Intérêts
La préparation du minerai en boulettes améliore la marche des hauts fourneaux et des usines de réduction directe. Par rapport à un minerai de fer cru, on relève les intérêts suivants :
- la matière première supporte mieux les manutentions, y compris en milieu humide, et ne colmate pas les trémies de stockage ;
- la composition des boulettes est connue et homogène, ce qui simplifie la conduite des procédés qui les transforment en fer ;
- la porosité des boulettes favorise les réactions chimiques, de type gaz - solide, dans le four. La résistance mécanique à chaud est conservée, dont la réactivité chimique, y compris dans les zones les plus chaudes du four ;
- suroxyder les oxydes de fer, le Fe2O3 étant mieux réduit par le monoxyde de carbone présent dans le haut fourneau que les composés moins oxydés, surtout le Fe3O4[9].

Par rapport au minerai aggloméré, les boulettes présentent l'avantage d'une teneur en fer plus élevée, ce qui permet de doper la productivité des usines et de diminuer leur consommation en combustible. Elles sont aussi beaucoup moins fragiles et supportent bien les manutentions répétées. Leur prix un peu plus élevé (les boulettes coûtent, en moyenne, 70 % plus cher que le minerai brut) correspondant à leur valeur d'usage, la sidérurgie les mélange avec l'aggloméré dans des proportions très variables.
Tout comme pour l'aggloméré, l'étape de grillage et frittage à haute température permet l'élimination d'éléments indésirables, dont notamment le soufre. C'est également un moyen de se débarrasser du zinc, élément « empoisonnant » les hauts fourneaux, car sa température de vaporisation, de 907 °C, correspond à celle d'un grillage bien mené,.

### Limitations
Une limitation notable des boulettes tient dans leur sensibilité à l'action nuisible du soufre pendant la réduction. Même de faibles proportions de dioxyde de soufre (SO2), de 5 à 50 ppm dans le gaz de réduction, perturbent le fonctionnement d'un haut fourneau alimenté avec des boulettes. Le mécanisme, assez complexe, n'a été compris qu'à la fin du XXe siècle :
- le soufre commence par accélérer l'extraction de l'oxygène, mais dès qu'apparaît le premier fer métallique, le processus s'inverse, et l'extraction de l'oxygène est substantiellement ralentie. La cause de cette réaction étrange est la très forte affinité du soufre avec le fer métallique créé en surface des boulettes, qui empêche la pénétration du carbone ;
- or la réaction de la wustite (FeO) avec le monoxyde de carbone (CO) ne se déroule en général pas uniquement sur la surface du FeO, mais aussi sous la surface du fer déjà réduit. En raison du meilleur comportement du fer pour l'absorption, c'est par là que passe une grande partie du transport de gaz et que se situe la limite de phase fer/oxyde de fer. Mais ceci n'arrive que quand le fer peut suffisamment absorber du carbone (carburation). Quand l'absorption de carbone est bloquée par le soufre, la réduction ne peut plus avoir lieu qu'à la surface de l'oxyde de fer ;
- comme la cristallisation du fer ne peut plus avoir lieu qu'en direction de l'oxyde de fer qui se réduit, on en arrive à une configuration allongée, fibreuse, des cristaux de fer. La structure des granulés, déjà relâchée par la première phase de réduction, se renforce, et le volume des granulés peut croître jusqu'à deux à trois fois sa valeur initiale.

L'élévation simultanée exagérée du volume des granulés (« gonflement ») peut bloquer, voire gravement endommager le haut fourneau.

## Composition
Comme l'aggloméré, les boulettes sont généralement classées suivant qu'elles sont acides ou basiques. L'indice de basicité ic est calculé par le rapport suivant des concentrations massiques :
{\displaystyle i_{c}={\frac {[CaO]+[MgO]}{[SiO_{2}]+[Al_{2}O_{3}]}}}.
On simplifie souvent en se contentant de calculer un indice de basicité simplié i, égal au rapport CaO / SiO2. Les boulettes d'un indice i inférieur à 1 sont dites « acides », supérieur à 1, elles sont généralement dites « basiques », égal à 1 elles sont qualifiées d'« autofondantes ».
Les boulettes peuvent être riches en hématite, mais la proportion d'hématite doit rester limitée, sinon la structure du granulé se relâcherait trop au cours de la réduction, et les boulettes finiraient par s'effondrer en poussière concentrée sous le poids des charges empilées.

### Boulettes acides
Les boulettes acides sont généralement obtenues lorsqu'on n'y ajoute pas d'additifs. Une composition chimique massique de ce type de boulette est de SiO2 = 2,2 % et CaO = 0,2 %. Dans les années 1990, aux États-Unis, la boulette acide type a pour caractéristiques :
- Fe = 66 % ; SiO2 = 4,8 % ; MgO = 0,2 % ; CaO/SiO2 = 0,04 ;
- résistance à la compression = 250 kg ;
- réductibilté ISO = 1,0 ;
- gonflement = 16 % ;
- température de ramollissement = 1 290 °C, écart entre température de ramollissement et température de fusion : 230 °C.

Il est fréquent de trouver des boulettes dont l'acidité a été aggravée par la présence de divers silicates issus du liant nécessaire au bouletage. Mais contrairement aux minerais agglomérés, les boulettes peuvent avoir une composition acide, parce qu'en raison de leur forme sphérique solide, la tendance à la désagrégation et à l'affaiblissement des propriétés mécaniques est plus faible.
Les boulettes acides ont une bonne résistance mécanique, avec une résistance à l'écrasement supérieure à 250 kg/boulette. Leur réductibilité est cependant assez mauvaise. De plus, elles sont susceptibles de gonfler en présence de chaux, typiquement pour i = CaO / SiO2 > 0,25, phénomène susceptible de détériorer un haut fourneau.

### Boulettes autofondantes
L'utilisation des boulettes autofondantes, ou basiques, s'est développée dans les années 1990 aux États-Unis. Il s'agit de boulettes issues d'un concentré de minerai de fer dans lequel on a ajouté de la chaux et de la magnésie. Aux États-Unis, la boulette autofondante type a pour caractéristiques :
- Fe = 63 % ; SiO2 = 4,2 % ; MgO = 1,6 % ; CaO/SiO2 = 1,10 ;
- résistance à la compression = 240 kg ;
- réductibilté ISO = 1,2 ;
- gonflement = 15 % ;
- température de ramollissement = 1 440 °C, écart entre température de ramollissement et température de fusion : 80 °C.

Résistantes à la compression (environ 240 kg/boulette) et faciles à réduire, ces boulettes sont bien adaptées à la marche d'un haut fourneau. Mais l'ajout de calcaire dans le concentré de minerai baisse la productivité de l'usine de bouletage car leur calcination entraîne une décarbonatation, qui est endothermique. La productivité de l'usine est alors inférieure de 10 à 15 % par rapport à la production de boulettes acides.

### Boulettes à basse teneur en silice
Ce type de boulette est surtout destiné à l'alimentation des usines de réduction directe. Une composition typique serait : Fe = 67,8 % ; SiO2 = 1,7 % ; Al2O3 = 0,40 % ; CaO = 0,50 % ; MgO = 0,30 % ; P = 0,01 %.
On trouve bien sûr des boulettes à basse silice autofondantes, lorsque celles-ci sont dopées avec de la chaux. Une composition typique serait : Fe = 65,1 % ; SiO2 = 2,5 % ; Al2O3 = 0,45 % ; CaO = 2,25 % ; MgO = 1,50 % ; P = 0,01 %.

### Autres types de boulettes
Pour répondre à des besoins précis, les fabricants ont développé d'autres types de boulettes. On relèvera notamment :
- les boulettes auto réductrices : constituées de minerai de fer et de charbon[5] ;
- les boulettes magnésiennes : avec addition d'olivine[5] ou de serpentine[12], pour atteindre une teneur en magnésie d'environ 1,5 %[5]. Leur résistance à froid à l'écrasement est médiocre (environ 180 kg/boulette)[12].